# بريدراغ ميلوس
بريدراغ ميلوس هو سباح يوغوسلافي (وحمل سابقاً جنسية يوغوسلافيا)، ولد في 13 مايو 1955.

## روابط خارجية
- بريدراغ ميلوس على موقع الاتحاد الدولي للسباحة (الإنجليزية)
- بريدراغ ميلوس على موقع أوليمبيديا (الإنجليزية)